# فجوة تيمور

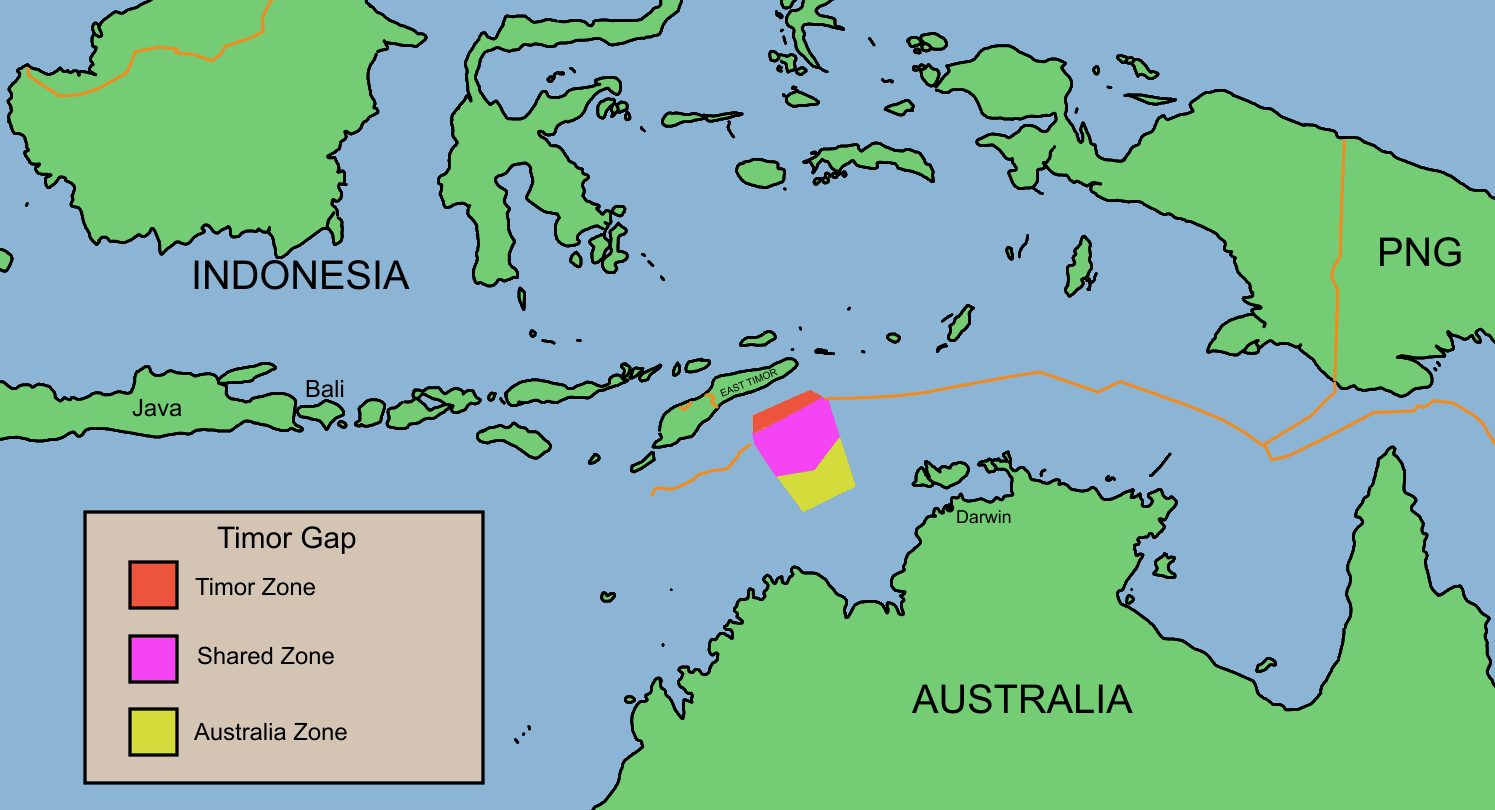
فجوة تيمور

فجوة تيمور هي منطقة من بحر تيمور بين أستراليا وجزيرة تيمور. تنقسم الجزيرة بين تيمور الشرقية المستقلة ومقاطعة تيمور الغربية بإندونيسيا.
فجوة تيمور هي جزء من الحدود بين أستراليا وتيمور الشرقية والحدود الأسترالية الإندونيسية والحدود بين تيمور الشرقية وإندونيسيا. يبلغ عرضها 480 كم (300 ميل قانوني).

## التاريخ
تفاوضت أستراليا وإندونيسيا على الحدود في عام 1972 وكانت فجوة تيمور جزءًا من الخط الذي لم يتمكنوا من تحديده لأن البرتغال التي حكمت تيمور الشرقية الاستعمارية آنذاك، رفضت المشاركة في المفاوضات حتى اختتام مفاوضات اتفاقية الأمم المتحدة لقانون البحار، بسبب الطبيعة المعقدة للغاية لكل من القانون الدولي والمشاكل الجغرافية المعقدة.

### معاهدة فجوة تيمور
فرضت كل من أستراليا وإندونيسيا حدودًا مختلفة لترسيم الحدود على حدودهما، في حين اختارت البرتغال الامتناع عن التصويت حتى يتم التمييز بشكل رسمي على طريقة مناسبة لترسيم الحدود. تم ضم تيمور الشرقية لاحقًا من قبل إندونيسيا في عام 1975، مما يلغي الحاجة لإدراج البرتغال في المفاوضات. تفاوضت أستراليا وإندونيسيا على معاهدة ثغرة تيمور في عام 1989. أصبحت تيمور الشرقية مستقلة في عام 2002. ومع ذلك فإنها لم تضع بعد حدودًا بحرية مع البلدان المجاورة لها إندونيسيا وأستراليا.
تجري مفاوضات لتحديد ملكية عشرات المليارات من الدولارات من النفط والغاز الموجودة في قاع البحر في بحر تيمور، بما في ذلك استكمال الحدود غير المحددة المعروفة باسم فجوة تيمور بين أستراليا وتيمور الشرقية منذ عام 2002، ولكن على الرغم من عدة اتفاقات مؤقتة، الحدود البحرية الدائمة لم يتم تسويتها بعد. اتُهمت أستراليا وشركات النفط الدولية بالضغط على تيمور الشرقية لقبول صيغة لتقاسم عائدات النفط مع إرجاء حل الحدود الدائم والتخلي عن السبل القانونية.

### معاهدة بحر تيمور
في يوم الاستقلال وقعت تيمور الشرقية معاهدة بحر تيمور مع أستراليا. تضع هذه المعاهدة عملياً تيمور الشرقية في مكان إندونيسيا في معاهدة فجوة تيمور، باستثناء أن نسبة توزيع الإيرادات في منطقة تطوير البترول المشتركة والمعروفة باسم منطقة التعاون بموجب معاهدة 1989 قد تم تغييرها إلى 90:10 لتيمور الشرقية. نصت معاهدة عام 2002 على «الوحدة» المستقبلية - معالجة حقل غاز أو نفط يمتد عبر حدود واحدة أو عدة حدود كوحدة واحدة - في حقل غاز شروق الشمس الكبير، حيث كان 20٪ منها فقط يقع ضمن نطاق الوحدة المستقبلية بينما تم اعتبار الباقي يكون في الأراضي الأسترالية. من وجهة نظر تيمور الشرقية فإن هذا التوزيع يمكن أن يكون موضع خلاف لأنه لم يعترف بالحدود المرسومة بين أستراليا وإندونيسيا، والتي وضعت الجزء الأكبر من شروق الشمس الكبير في الأراضي الأسترالية.
في 20 فبراير 2007 وافق برلمان تيمور الشرقية على التصديق على الاتفاق مع أستراليا بشأن إدارة موارد النفط والغاز في حقل شروق الشمس الكبير في بحر تيمور. تبادلت حكومتا أستراليا وتيمور الشرقية مذكراتهما رسميًا في ديلي في 23 فبراير 2007 من أجل تفعيل المعاهدتين اللتين وفرتا الإطار القانوني والمالي لتطوير حقل غاز شروق الشمس الكبير في بحر تيمور.
غطت الملاحظات اتفاقية توحيد حقل شروق الشمس الدولية ومعاهدة بعض الترتيبات البحرية في بحر تيمور. استخدم وزير الخارجية ألكساندر داونر باستخدام سلطة تم الاحتجاج بها ست مرات فقط في تاريخه، شرط إعفاء «المصلحة الوطنية» من أجل التعجيل بالتصديق على المعاهدة من خلال البرلمان دون فحص من قبل اللجنة الدائمة المشتركة للمعاهدات.

### معاهدة الحدود البحرية 2018
في 7 مارس 2018 أعلنت أستراليا وتيمور الشرقية أنه تم توقيع معاهدة بشأن الحدود واستغلال حقل غاز شروق الشمس الكبير. الحدود المتفق عليها تتبع الخط الوسطي بين البلدين. وضعت معاهدة الحدود البحرية لعام 2018 الطابع الرسمي للاتفاق الذي توصلت إليه أستراليا وتيمور الشرقية بشأن الحدود البحرية بينهما. لم يتوصل البلدان إلى اتفاق بشأن خيار مفضل لتطوير حقل الشروق تروبادور، وقد حددت مرفقات المعاهدة إجراءات لتحقيق ذلك. تنص المادة 3 من معاهدة 2018 الخاصة بالحدود البحرية بين أستراليا وتيمور على تعديل حدود الجرف القاري بين البلدين عقب تسوية تلك الحدود بين إندونيسيا وتيمور. إذا وافقت تلك البلدان على نقطة نهاية لحدود الجرف القاري غرب النقطة 18 إيه على حدود معاهدة قاع البحار لعام 1972، يجب تعديل حدود الجرف القاري بين أستراليا وتيمور بحيث تنتقل في خط جيوديسي من النقطة تي إيه 2TA-2 في معاهدة 2018. تنص المعاهدة على أن هذا لن يدخل حيز التنفيذ قبل الاستنزاف التجاري لحقلا لامينيريا وغورالينا. في حالة اتفاق حدود الجرف القاري المتفق عليها بين تيمور وإندونيسيا على حدود معاهدة قاع البحار لعام 1972 عند نقطة إلى الغرب من النقطة إيه 18 على حدود معاهدة قاع البحار لعام 1972، يجب تعديل حدود الجرف القاري بحيث يتم المضي قدماً في خط جيوديسي من النقطة تي إيه 11 في معاهدة 2018 إلى النقطة إيه 18. ولكن هذا لن يدخل حيز التنفيذ قبل النضوب التجاري لحقول الشروق الكبرى.